# Gaz MAPP

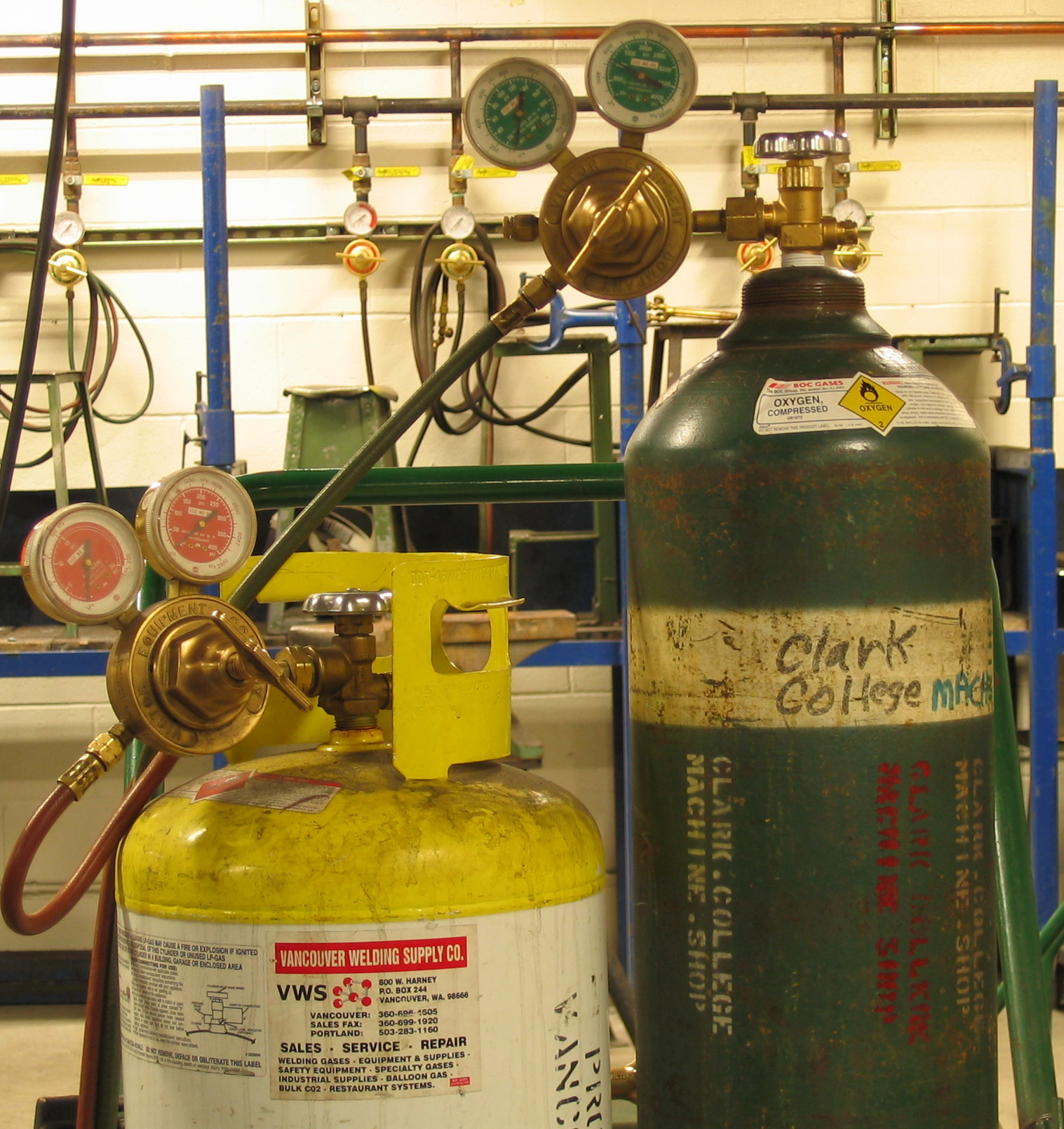
Butla z gazem MAPP i tlenem używanym przy cięciu i spawaniu mieszanką paliwo-tlen

Gaz MAPP – skroplona mieszanina gazów: propan, butan, propyn i propadien. MAPP to zastrzeżona nazwa dla produktu firmy Dow Chemical Company. W Australii jest znany jako RazorGas i jest produkowany przez ELGAS.
Gaz ten jest używany w spawalnictwie. Spalany w mieszaninie z tlenem osiąga temperaturę 2927 °C. Chociaż acetylen osiąga temperaturę 3160 °C, MAPP nie musi być rozpuszczony i nie wymaga specjalnej butli podczas transportu. Ponadto MAPP jest przydatny przy spawaniu podwodnym, w którym wymagane jest wysokie ciśnienie gazu (acetylen pod tak wysokim ciśnieniem może ulec wybuchowemu przekształceniu w benzen, przez co byłby niebezpieczny w użyciu).
MAPP używany jest w palnikach gazowo-powietrznych do lutowania, gdzie jest znacznie wydajniejszy w porównaniu z LPG dzięki wyższej temperaturze spalania. Gaz MAPP jest typowym gazem używanym przy lutowaniu srebra mosiądzem (czasami potocznie i mylnie mówi się o lutowaniu srebrem). Używany jest też do lutowania stali oraz instalacji wodociągowych w budynkach oraz do produkcji pereł lampowych. We wszystkich powyższych zastosowaniach wyższa (w porównaniu z LPG) temperatura spalania pozwala na zwiększenie wydajności pracy.
Największą wadą gazu MAPP jest cena; jest od dwóch do czterech razy droższy od LPG (cena zależy od ilości, dostawcy i wielkości butli). Dodatkowo gaz MAPP jest trudno dostępny w dużych butlach oraz musi być uzupełniany częściej niż LPG (około 3 razy).
Gaz MAPP jest bezbarwny zarówno w stanie ciekłym, jak i gazowym. Gaz ten ma wyraźny zapach czosnku lub ryb w stężeniu powyżej 100 ppm i jest toksyczny przy wdychaniu go w wysokim stężeniu.
- maksymalna wartość opałowa: 5473 kJ/m³
- temperatura spalania MAPP-tlen: 2927 °C (3200 K)
- temperatura spalania MAPP-powietrze: 2010 °C (2283 K)
- granice wybuchowości z powietrzem:
  - dolna: 3,4%
  - górna: 10,8%